# Ертугрул Саглам
Ертугрул Саглам (тур. Ertuğrul Sağlam, нар. 19 листопада 1969, Зонгулдак) — колишній турецький футболіст, що грав на позиції нападника. По завершенні ігрової кар'єри — футбольний тренер.
Як гравець насамперед відомий виступами за «Кайсеріспор» та «Бешикташ», в яких провів більшу частину своєї кар'єри, а також національну збірну Туреччини.

## Клубна кар'єра
Народився 19 листопада 1969 року в місті Зонгулдак. Вихованець футбольної школи клубу «Фенербахче».
У дорослому футболі дебютував 1986 року виступами за «Ґазіантепспор», в якому провів два сезони.
Протягом 1988–1994 років захищав кольори команди клубу «Самсунспор», двічі вигравши за цей час чемпіонат Туреччини.
Своєю грою привернув увагу представників тренерського штабу «Бешикташа», до складу якого приєднався 1994 року. Відіграв за стамбульську команду наступні шість сезонів своєї ігрової кар'єри. Більшість часу, проведеного у складі «Бешикташа», був основним гравцем атакувальної ланки команди і одним з головних бомбардирів команди, маючи середню результативність на рівні 0,63 голу за гру першості. За цей час Ертугрул допоміг команді виграти чемпіонат, кубок та суперкубок країни, а у сезонах 1997—1998 та 1998—1999 Ертугрул ставав найкращим бомбардиром Кубку Туреччини.
Завершив професійну ігрову кар'єру у «Самсунспорі», у складі якого вже виступав раніше. Вдруге Саглам прийшов до команди 2000 року, захищав її кольори до припинення виступів на професійному рівні у 2003 році.

## Виступи за збірну
27 листопада 1993 року дебютував в офіційних матчах у складі національної збірної Туреччини в виграному матчі проти збірної Польщі (2-1).
У складі збірної був учасником чемпіонату Європи 1996 року в Англії, проте не вийшов на поле жодного разу.
Протягом кар'єри у національній команді, яка тривала 6 років, провів у формі головної команди країни 30 матчів, забивши 11 голів.

## Кар'єра тренера
Розпочав тренерську кар'єру відразу ж по завершенні кар'єри гравця, 2003 року, очоливши тренерський штаб клубу «Самсунспор».
У липня 2005 по травень 2007 року був головним тренером «Кайсеріспора», з яким став одним з переможців Кубка Інтертото у 2006 році, після чого недовго тренував «Бешикташ».
З січня 2009 став тренувати «Бурсаспор», який у сезоні 2009-10 привів вперше в історії до перемоги в чемпіонаті Туреччини.
Влітку 2013 року став головним тренером «Ескішехірспора».

## Титули і досягнення

### Як гравця
- Чемпіон Туреччини (1):

«Бешікташ»: 1994-95
- Володар Кубка Туреччини (1):

«Бешікташ»: 1997-98
- Володар Суперкубка Туреччини (2):

«Бешікташ»: 1994, 1998

### Як тренера
- Володар Кубка Інтертото (1):

«Кайсеріспор»: 2006
- Чемпіон Туреччини (1):

«Бурсаспор»: 2009-10